# Elodia Portal
Elodia Portal Munive (Ciudad de México 1923-2015) fue una fotógrafa que trabajó en la Imprenta Galas de México hacia la segunda mitad del siglo XX.
Realizó sus primeros estudios en Comercio, posteriormente ingresó en el Instituto Cinematográfico y fue la primera mujer que egresó de ese centro de estudios. Fue asistente del fotógrafo Francisco Vives (egresado de la escuela Kodak en Rochester; Estados Unidos) durante los años 1954 y 1955. En 1955, Elodia Portal Munive  se hizo cargo del estudio fotográfico de la Imprenta Galas de México hasta el año de 1979.
En el año de 1945 se reunieron "Mario Zárate, Francisco Vives, López Aguado, Ángel Ituarte y Enrique Segarra, ellos conformarón el grupo que más tarde se llamaría Club Fotográfico de México"
Utilizó su hogar, los laboratorios y espacios de Galas como estudio. Trabajó con total libertad dentro de la fábrica "se le apoyaba con vehículo, chofer y un asistente en la documentación de imágenes. Recibía encargos mediante un listado de lugares o en sus conversaciones con los pintores, quienes hacían solicitudes directas y también aceptaban sugerencias de Portal"
"Sus otros encargos fueron la documentación de los pintores y de sus lienzos. Ella también conseguía la utilería, vestuario y aportaba ídeas. Trabajó con Jesús de la Helguera, era otro pincel, otra cosa, una dama vestida de caballero; o con Cataño, era colosal, muy abierto, muy sano en su modo de ser; o Jaime Sadurní fue grandioso, grandioso, único, o Humberto Limón y Luis Amédolla, muy simpáticos."
Sus imágenes plasman la estética nacionalista que imperaba hacia la segunda mitad del siglo XX con tipos, paisajes y tradiciones que exaltan lo mexicano.
Una influencia importante para Elodia Portal fue el arte que se usaba en la publicidad norteamericana representando la idealización de la familia a través de la creación de escenas que expresan la felicidad y unión familiar.
El retrato de niños fue una de sus especialidades y hacia los últimos años que trabajó en Galas de México en ellos plasmaba dos visiones  "uno que exalta lo mexicano con modelos de indumentaria regional, y los representativos del México cosmopolita de los años setenta"
La obra de Elodia Portal es testigo de la publicidad, e historia de la gráfica moderna mexicana, ella y otros publicitas sirvieron de inspiración a jóvenes artistas que a mediados de los ochenta serían concocidos como los posmodernos neomexicanos. 